# Pegelhaus (Trier)
Das Pegelhaus in Trier befindet sich am Johanniterufer gegenüber der Einmündung der Dampfschiffstraße, nahe der Römerbrücke.

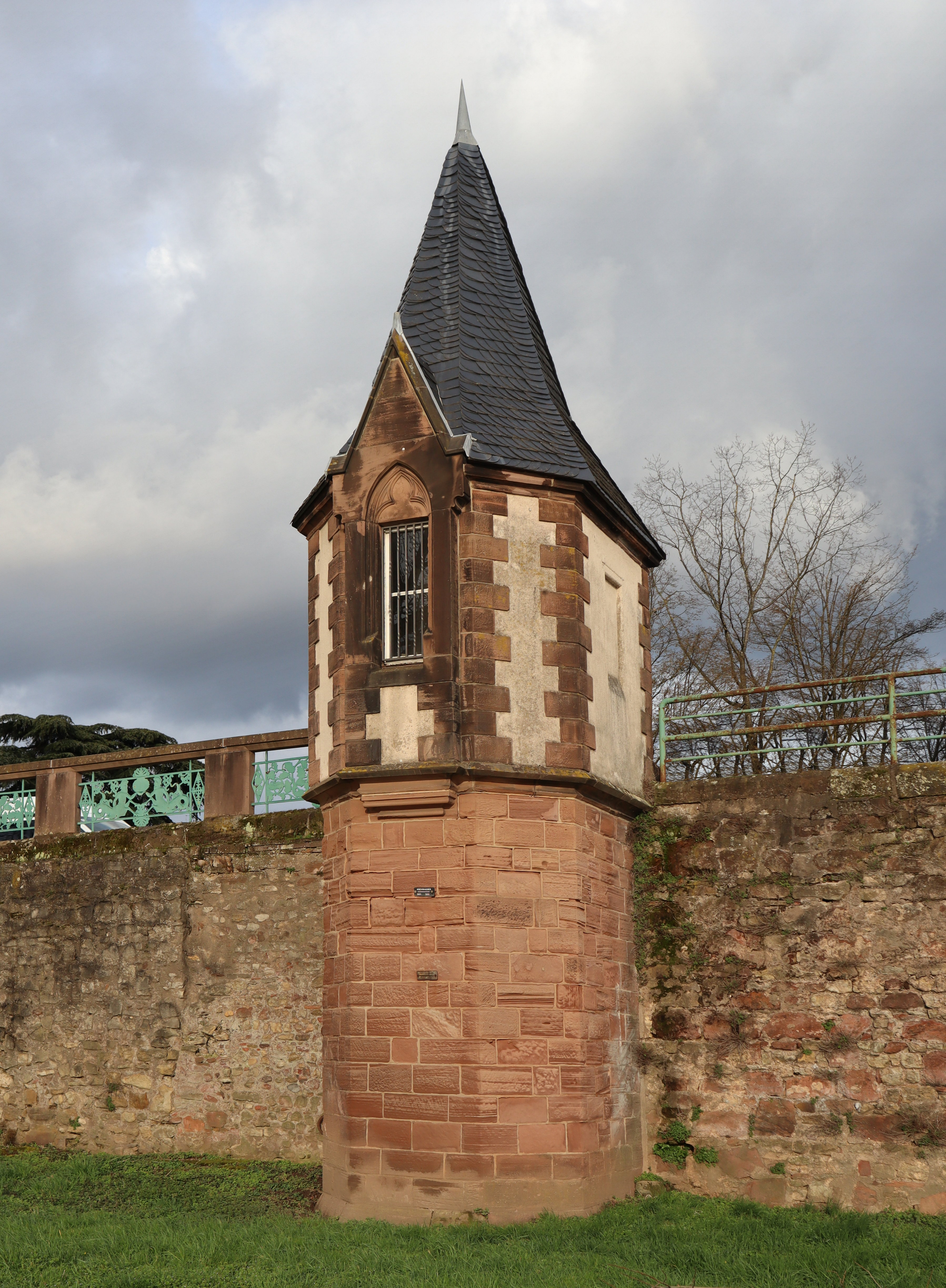
Das Pegelhaus von der Moselseite aus gesehen

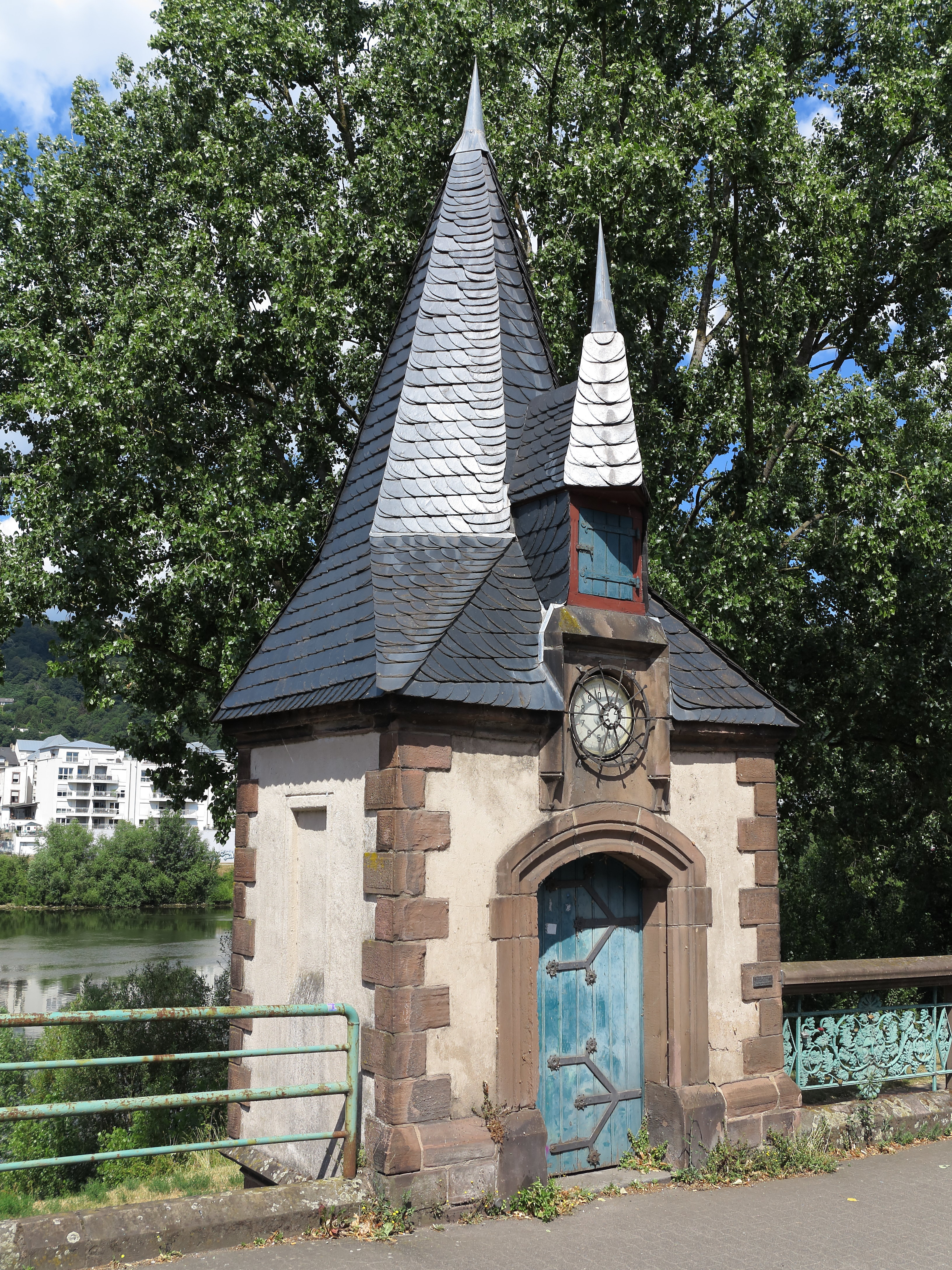
Ansicht von Osten

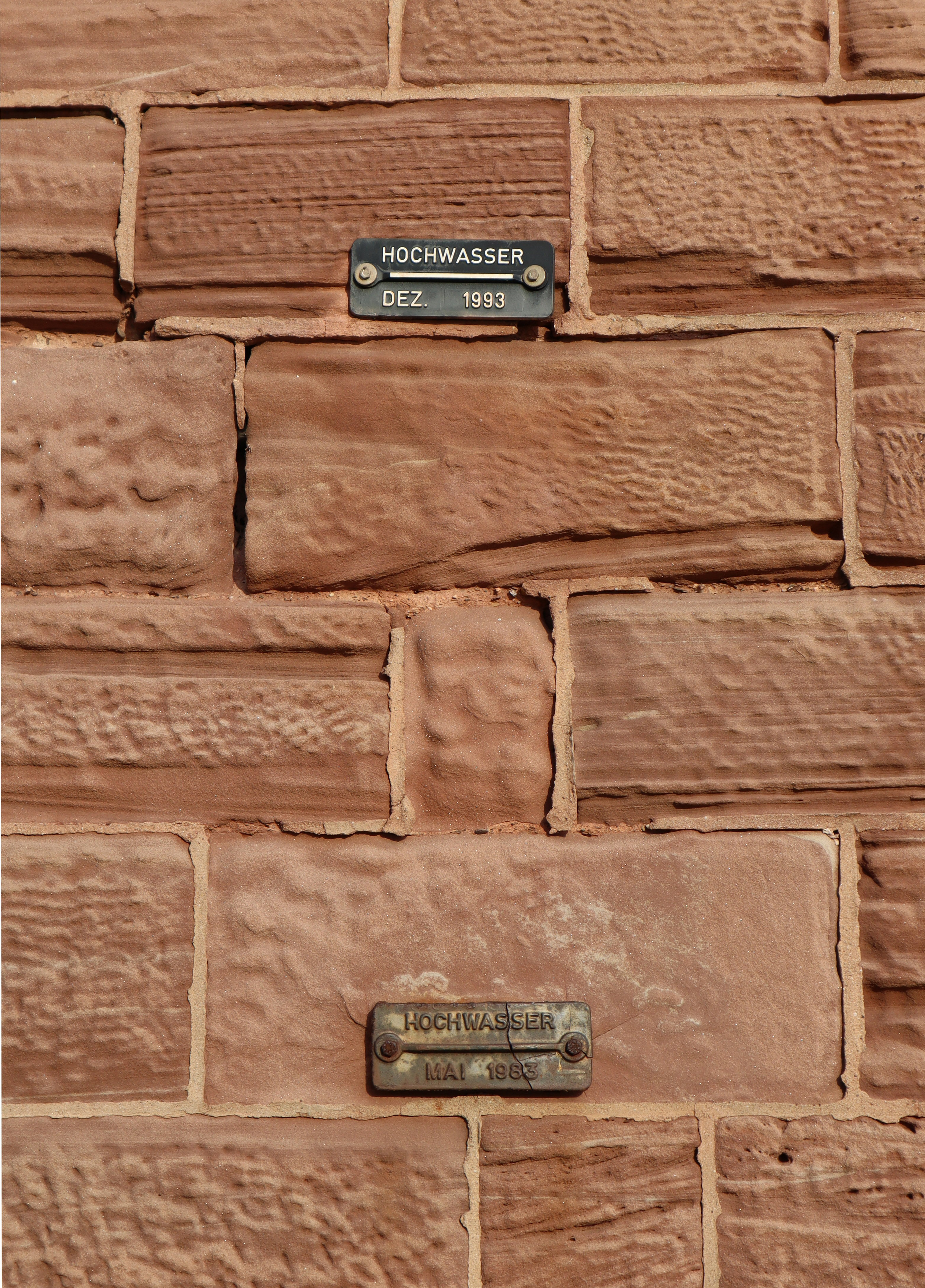
Hochwassermarken

## Beschreibung
Das Pegelhaus wurde um 1897 errichtet. Das technische Kulturdenkmal der Schifffahrt gilt als eines der ältesten Exemplare seiner Art in Rheinland-Pfalz. Von Westen aus gesehen wurde ein Unterbau aufgemauert, um den Höhenunterschied zwischen Moselufer und der Uferstraße auszugleichen. Der Unterbau aus Sandsteinquadern schließt an die Stadtmauer an. Auf dem Niveau des Johanniterufers bildet ein erkerartiger Aufbau mit spitzgiebeligem Dach und nach Westen gerichtetem Fenster den Abschluss. Die Ansicht von der östlichen Stadtseite aus ist geprägt von der mit Sandstein umrahmten Eingangspforte und der darüberliegenden ebenfalls mit Sandstein umrahmten Pegeluhr. Im Inneren befand sich der Schreibpegel, der bis 1966 die Wasserstände der Mosel registrierte. Am westlichen Unterbau aus Sandstein sind Hochwassermarken vom Mai 1983 und Dezember 1993 angebracht.
Das unmittelbar nördlich des Pegelhauses anschließende Geländer weist zwischen auf einem alten Sandsteinsockel stehenden rekonstruierten Sandsteinpfeilern zehn Eisengussfüllungen auf, die in leichter Abänderung eines Entwurfs von Johann Georg Wolff aus dem Jahr 1844 ausgeführt wurden.